# Cantonul Mauléon
Cantonul Mauléon este un canton din arondismentul Bressuire, departamentul Deux-Sèvres, regiunea Poitou-Charentes, Franța.

## Comune
| Comune                        | Populație (1999) | Cod poștal | Cod INSEE |
| ----------------------------- | ---------------- | ---------- | --------- |
| Mauléon                       | 8.093            | 79700      | 79079     |
| Nueil-les-Aubiers             | 5.455            | 79250      | 79195     |
| La Petite-Boissière           | 647              | 79700      | 79207     |
| Saint-Amand-sur-Sèvre         | 1.282            | 79700      | 79235     |
| Saint-Pierre-des-Échaubrognes | 1.374            | 79700      | 79289     |